# Leonardo (historieta)
Leonardo (Léonard en francés) es una historieta franco-belga protagonizada por el inventor del mismo nombre y su ayudante. Fue creada en 1976 por el guionista Bob de Groot y el dibujante Philippe Liegeois, conocidos bajo el nombre artístico de Turk & De Groot.

## Trayectoria editorial
Inspirado en Leonardo da Vinci,  el personaje apareció por primera vez en 1976 en el efímero Achille Talon magazine y a continuación en la revista holandesa Eppo y en la francesa Pif gadget. En español, pudieron leerse algunas de sus historietas en la revista Fuera Borda, entre 1984 y 1985.
Sus historietas, habitualmente breves, han sido recopiladas también en formato álbum por Lombard Editions en Bruselas, y por Dargaud en París.
1. Léonard est un génie, 1977
2. Léonard est toujours un génie !, 1978
3. Léonard c'est un quoi déjà?, 1979
4. Léonard Hi-Fi génie, 1980
5. Léonard génie à toute heure, 1981
6. Génie en balade, 1982
7. Y a-t-il un génie dans la salle?, 1982
8. Léonard coup de génie, 1982
9. Génie civil, 1983
10. La Guerre des génies, 1983
11. Génie du bal, 1984
12. Trait de génie, 1985
13. Génie en herbe, 1986
14. Le Poids du génie, 1986
15. Crie, ô génie !, 1987
16. Génie à revendre, 1987
17. Ohé du génie !, 1988
18. Génie en sous-sol, 1990
19. Flagrant génie, 1990
20. Ciel, mon génie !, 1991
21. Un air de génie, 1992
22. Cadeau de génie, 1992
23. Poil au génie !, 1993
24. Temps de génie, 1994
25. D'où viens-tu, génie?, 1995
26. Génie or not génie?, 1996
27. On a marché sur le génie !, 1997
28. Génie toujours… Prêt !, 1998
29. Les bons contes font les bons génies, 1999
30. Génie du foot, 2000
31. Dodo de génie, 2001
32. Magic génie, 2002
33. Y a du génie dans l'air !, 2003
34. Docteur Génie et Mister « Aïe», 2004
35. Le génie donne sa langue au chat, 2005
36. Le génie se gondole, 2006
37. C'est parti, mon génie !, 2007
38. Y a-t-il un génie pour sauver la planète?, [2008
39. Loué soit le génie, [2009]
40. Trésor de génie, 2010

## Premisa
La historieta se desarrolla en la época de comienzos de Renacimiento (aunque con algunos elementos del siglo XX). Leonardo es un inventor y se considera a sí mismo un genio que vive en una pequeña ciudad y se pasa el día inventando cosas. La mayoría de estos inventos se asemejan a la tecnología moderna con artilugios tales como televisión, extintores, automóviles y aviones y otros más extravagantes como máquinas del tiempo y robots.
A Leonardo lo ayuda Basile, un asistente sufrido y bastante renuente. Leonardo se refiere a su joven ayudante joven como "pupilo". Basile le muestra poco respecto a su maestro, y no sin causa justificada, ya que su relación se asemeja más a la de un jefe despótico con su empleado que a la de alumno y maestro, además de tener que sufrir la arrogancia de Leonardo.
De hecho, más que enseñar a su discípulo el método científico, Leonardo le ve como una cobaya para sus inventos y muestra poca simpatía cuando van mal, lo que casi siempre sucede. Sin embargo, Leonardo espera que su discípulo se entusiasme por sus inventos, lo que hace que el ayudante repita a menudo con desgana su latiguillo "Yo sirvo a la ciencia y esa es mi alegría» (« Je sers la science et c'est ma joie »).
El argumento más común es que a Leonardo se le ocurre una idea para un invento. Luego procede a despertar a su discípulo utilizando diversos medios que van desde los altavoces a los explosivos. Después de ser volado en pedazos o sufrir lesiones similares, el discípulo se reúne con él y procede a regañadientes a ayudar a construir y probar última idea de Leonardo. La historieta termina a menudo con el discípulo cubierto de yeso y vendas o teniendo que ir al hospital.

## Crítica
Con el tiempo, acabó volviéndose bastante repetitiva.